# Smilla (Vorname)
Smilla ist ein weiblicher Vorname.

## Herkunft und Bedeutung
Der Name Smilla wurde durch das 1992 erschienene Buch Fräulein Smillas Gespür für Schnee von Peter Høeg bekannt. In dem Buch ist er eine Verkürzung des grönländischen Namens Smillaaraq, der selbst wiederum eine Konstruktion aus dem grönländischen Namen Miillaaraq („Summen eines Insekts“) und den dänischen Wörtern mild („mild“) und smile („lächeln“) ist.

## Verbreitung
Der Name Smilla taucht seit 1998 in der schwedischen Namensstatistik auf und erreichte mit einer Häufigkeit von etwa 0,28 % im Jahr 2002 seine bis jetzt größte Popularität.

## Namensträgerinnen

### Reale Personen
- Smilla Luuk (* 1997), schwedische Autorin
- Smilla Vallotto (* 2004), schweizer Fussballspielerin
- Smilla Hilma Holmberg (* 2006), schwedische Fussballspielerin

### Fiktive Personen
- Smilla Jaspersen, Hauptperson in Fräulein Smillas Gespür für Schnee
- Smilla Rabe, Hauptperson im Jugendbuch Indigosommer von Antje Babendererde